# Festival Panoramas
Le festival Panoramas est un festival de musique qui se déroule sur plusieurs communes de Morlaix Communauté (Finistère) depuis 1998.
Organisé chaque année en ouverture de saison des festivals d’été, Panoramas accueille au parc des expositions de Morlaix et dans plusieurs sites satellites, plus de 24 000 spectateurs (dont 5 000 campeurs) sur 3 jours autour d’une programmation - électro, rock, hip-hop. Ciné-concert, danse, théâtre, concert lycée et compétition de Street golf viennent également enrichir le weekend où se côtoient têtes d’affiche, futurs talents et artistes locaux.

## Histoire
Le festival Panoramas est né en 1998, créé par une bande de copains lycéens et étudiants qui souhaitait ramener à Morlaix ce qu'ils voyaient ailleurs. Pour y remédier, ils ont fondé l'association Wart (guerre pour l'art).
Panoramas a démarré dans des bars, puis a occupé le parc des expositions de Langolvas avant de s'installer au SEW sur le port de Morlaix à partir de son édition 2023. En 2010, le festival opère un virage vers les musiques électroniques. Ce changement de direction artistiques remporte un franc succès, faisant passer le festival de 7 000 à 27 000 festivaliers en 6 ans.
Orienté vers les musiques électroniques, le festival accueille aussi des artistes hip-hop, rock, ou folk. Les organisateurs souhaitent proposer un panorama des musiques actuelles. La programmation fait la part belle aux découvertes d'artistes locaux ou inédits en Bretagne dont beaucoup mènent ensuite une carrière au niveau national ou international comme Renan Luce (1998), Popof (2002) ou encore Bakermat (2013).
En 2023, le festival quitte son emplacement historique de Langolvas pour investir Le SEW, un tiers-lieu nouvellement réhabilité sur le port de la ville de Morlaix. Ce changement induit une baisse du nombre de festivalier sur le week-end, passant de 24 000 à 12 000 entre 2022 et 2023.

## Programmations

### Édition 2023
La 26e édition a lieu du 20 au 24 septembre 2023. Le festival se déroule sur 4 jours, avec 2 soirées principales le vendredi et le samedi soir. Ces soirées se déroulent au SEW,.
Vendredi
- Mr. Oizo, Alexi Shell, Aude Vaisselle & Bravo Béton, B.B Jacques, Belaria, Double Trouble, Eloi, Lori Booster, PRC All Stars, PÖ, Prince Waly, Russian Village Boys, Yoa, Canal 16, Creeds, Lacchesi, Nico Moreno

Samedi
- Mathame, Bambi, Caivan, Carl Chaste, Dalle Béton, Esteban, Lazuli, Marina Trench, Molécule, Olympe4000, TDJ, UZI Freyja, Winnterzuko, Emyl Farmer, Atija, Dee K & Boogie, Dimension Bonus, Explulze & Narfos, Kimberlaid, Roland Cristal.

### Édition 2022
La 25e édition a eu lieu du 14 au 17 avril. C'est la dernière fois que le festival se produit sur 2 jours au parc des expositions de Langolvas,. Cette édition marque les 25 ans du festival.
Vendredi 
- Billx, Dj Tennis, KAS:ST, Nina Kraviz, Oboy, Vandal, Vitalic, Carlita, Gargäntua, Gravity, Hysta, Kalika, Lowdy Williams, Mara, Phil & Derek, Romane Santarelli

Samedi
- Acid Arab, Ascendant Vierge, Boris Brejcha, Guy2bezbar, Lilly Palmer, NTO, Popof b2b Space 92, Trym, Vladimir Cauchemar, Ann Clue, Deena Abdelwahed, Denis Bul, Flimzy Flav, Gak, Parfait, Salut c'est cool, U.R.Trax, Znobia, Zinée

Dimanche
- Irène Dresel, Yuksek, Cheap House, Lulu Van Trapp, Mandana, Zaho de Sagazan, Aymeric Lompret

### Édition 2021
La 24e édition a eu lieu du jeudi 23 au dimanche 26 septembre. Pour cette édition impactée par la présence du COVID-19, le festival a lieu au SEW, salle fraichement rénovée sur le port de Morlaix,.
Vendredi
- Billx, Frenetik, Meryl, Blutch, Calling Marian, Don Turi, Fortune, Madidextrous, Shugi

Samedi
- Folamour, NTO, Rebeka Warrior, Atoem, Cassie Raptor, Dombrance, Maud Geffray, Minuit Machine

Dimanche
- Camion Bazar, Polocorp,, Mademoiselle, Makoto San, Murman Tsuladze

### Édition 2020
L'édition 2020 devait avoir lieu du 10 au 12 avril 2020. Elle a été annulée quelques semaines plus tôt en raison de la pandémie de COVID-19. Parmi les artistes programmés pour cette édition on retrouvait Mr.Oizo, Boys Noize, Josman ou encore N'To.

### Édition 2019
La 22e édition a eu lieu du 12 au 14 avril 2019, au parc de Lango et au club Coatelan.
Vendredi
- 2 Many Djs, Aphrodite, Arnaud Rebotini, Billx, Colombine, Dum T-Lecso-P, Elisa Do Brasil, Feder, Fortune & Friends, HO9909, Kompromat, Miss K8, Noisia, NSD, Radical Redemption, Regal, Salut C'est Cool, Sarah Zinger, Sirap, Vladimir Cauchemar, Voyou

Samedi
- Blastboyz, Captain Hook, Darzack, Deborah De Luca, Dima Aka Vitalic, Fjaak, Fortune & Friends, Identified Patient, Ilario Alicante, La Menuiserie, Mezigue, Miley Serious, Monika Kruse, Oktober Lieber, Onnyva, Reiner Zonneveld, Saro, Sein, Sven Väth, Teho, Vini Vici, Vortek's

### Édition 2018
La 21e édition a eu lieu du 20 au 22 avril 2018, au parc de Lango et au club Coatelan.
Vendredi
- Amelie Lens, Bagarre, Boris Brejcha b2b Ann Clue, Contrefaçon, Dario Rossi, Dr. Peacock, Fakear, Fortune & Friends, French 79, La Fraicheur, Lena Willikens, Madben, Marlin, Myth Syzer, Panda Dub, Polo & Pan, Roméo Elvis, Rone, Svinkels, Tit Mel - T.LESCO.P, Vandal

Samedi
- Agents of Time, Anetha, Bifty & Dj Weedim, Bjarki, Black Devil Social Club, Boris Brejcha b2b Ann Clue, Casual Gabberz, Fortune & Friends, I Hate Models, Irène Drésel, Jacidorex, Jennifer Cardini, Krampf, La Mverte, Manu Le Malin, Meute, Oxia, Patrice Bäumel, Romulus, Stefan Bodzin, Subway Shamans

### Édition 2017
La 20e édition a eu lieu du 07 au 9 avril 2017, au parc de Lango et au club Coatelan.
Vendredi
- Comah Live, Naïve New Beaters & Izia & Fortune DJ Set, Charlotte De Witte, Simina Grigoriu, Bon Entendeur, Le Bask, Angerfist, Lorenzo, Popof B2B Julian Jeweil, Songe, Vitalic, Malaa, Thylacine.

Samedi
- Cosmic Boys, Voiron, Rezz, AZF, Flexfab, Michael Mayer, Motor City Drum Ensemble, Paula Temple, Jacques, Rebeka Warrior - Sexy Sushi (DJ Set), Salut c'est cool, Kölsch, Mind Against, Møme, Alltta (20SYL & Mr. J.Medeiros), Étienne de Crécy (DJ Set), Acid Arab Live, T.Lesco.P.

Dimanche
- Club Coatelan : Boris Brejcha, Ann Clue, Animal & Me, Blow.

### Édition 2016

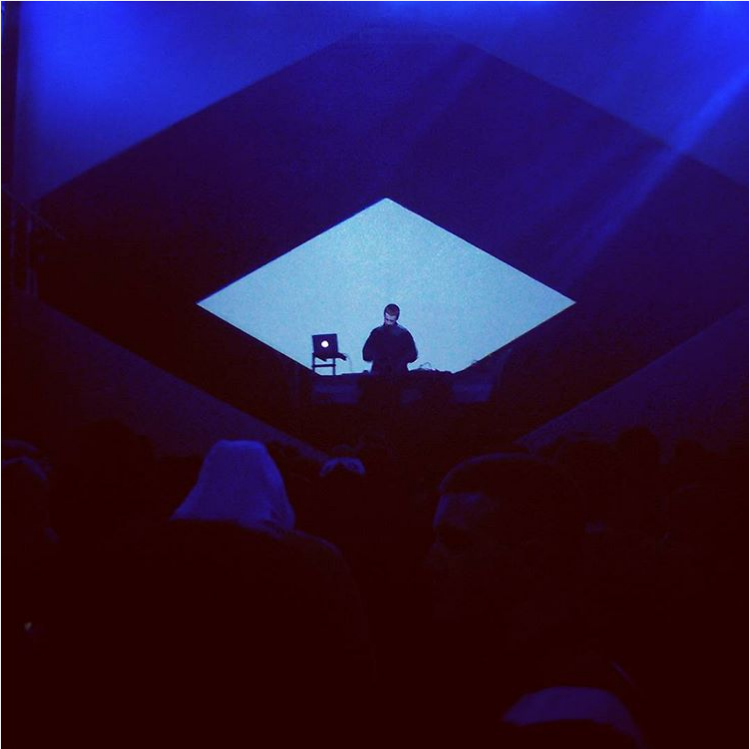
Sam Gellaitry sous le chapiteau lors de l'édition 2016

La 19e édition a eu lieu du 25 au 27 mars 2016, au parc de Lango et au club Coatelan.
Vendredi
- Birdy Nam Nam, Agoria B2B Louisahhh!!!, Sam Paganini, N'TO Live Perc, Sam Gellaitry, Naive New Beaters, Neelix, Troyboi, Vald, Vandal, Romare, Comah Live, Petit Biscuit, Mandragora, Marlin, Oklou, Fortune DJ Set & Friends (Interplateaux), Salut C’est Cool.

Samedi
- Nina Kraviz, Mr Oizo, Darius, What So Not, Marek Hemmann, John Talabot, Olivier Huntemann, Leon Vynehall, Julian Jewell, Stand High Patrol, Club Cheval, Georgio, Helena Hauff, Jauz, Traumer, Madame, Ann Clue, La Menuiserie, Ladylike Lily, Louise Roam.

Dimanche
- Club Coatelan : Voiski, Kosme, Giorgia Angiuli, Cléa Vincent, Bon Voyage Organisation, Ladylike Lily (Concert Secret 2), Louise Roam (Concert Secret 2).

### Édition 2015
La 18e édition a eu lieu du 3 au 5 avril 2015, au parc de Lango et au club Coatelan .
Vendredi
- Kaytranada, The Bloody Beetroots (Dj Set), Infected Mushroom, Noisia, Boris Brejcha, Lido (en), Savant, Salut C’est Cool, Joke, Kink (Live), Far Too Loud, Don Rimini B2B Surfing Leons, Stwo, Louie P, Mmmmm, Midside, Blutch.

Samedi
- Laurent Garnier, Tale Of Us, Tchami, Brodinski, Super Discount 3, Mod3Rn, Max Cooper, Superpoze, FKJ Live, Alesia, Point Point, Joachim Pastor, Coely, The Geek & Vrv, Madben Cynetics, Cotton Claw, Dbfc.

Dimanche
- Club Coatelan : Recondite, Oniris, Flavien Berger, Brulin, DDDXIE

### Édition 2014
La 17e édition a eu lieu du 16 au 20 avril 2014, au parc de Lango et au club Coatelan. Il accueille 24 000 festivaliers.
Vendredi
- Grand Club : Boys Noize, Mr Oizo, Rone, Whomadewho, S-Crew, Marie Prieux
- Club Sésame : Bloes Brothers Night (Klingande, Bakermat, Worakls, Goldfish, Nico Pusch, Kölsch, Cobra, Blind Digital Citizen), Menthol
- Le Club : Amine Edge & Dance, Vilify, Clyde P, Cleavage

Samedi
- Grand Club : Parov Stelar, Zeds Dead, Pan Pot, Daniel Avery, Fakear, Sarah W Papsun, Dombrance
- Club Sésame : The Popopopops, Claptone, Bondax, Cashmere Cat, N'To, Encore!, Doist
- Le Club : Zwette, Valentin Marlin, Danton Eeprom, F.E.M

Dimanche
- Club Coatelan : Acid Arab, Kid Wise, Jabberwocky, Pfel (C2C), Tâches

### Édition 2013
La 16e édition reçoit plus de 23 000 personnes, bénévoles compris, du 29 au 31 mars.
Vitalic vtlzr (live), The Bloody Beetroots, Pendulum Dj set & Verse, Joris Voorn, Netsky, Disiz, Dave Clarke, Don Rimini, Joris Delacroix, Black Strobe, Sexy Sushi, Naive New Beaters, Bakermat, Boris Brejcha, Pleasurekraft, Grems, Julian Jeweil, Boston Bun, Butch, Lescop, BRNS, Poni Hoax, Rocky, Madben, Concrete Knives, Phoebe Jean & The Air Force, Fill’s Monkey, Cuir ! Moustache, Son of Kick, Rich Aucoin, FAUVE, Baadman, Julien De Castilho, Salut c'est cool, Mad of Gang, Quentin Schneider, Les Rincess', Guido...	

### Édition 2012
La 15e édition se déroule du 5 au 8 avril, avec des artistes électro mais aussi rap, rock, pop… DJ Shadow était le Dj rêvé depuis des années. Un plus grand camping ouvre du vendredi au dimanche et les moyens de transports sont facilités. Le nombre de festivaliers passe à 22 000 et affiche complet.
Vendredi
- Parc des expositions : Chinese Man, Izia, Stuck in the Sound, The Shoes, Modestep, 1995, Paul Kalkbrenner, Kap Bambino, La Femme, Para One, Sound Pellegrino Thermal Team (Teki Latex & Orgasmic), Rebolledo, The Hacker, Tepr, L-VIS 1990, Arno Gonzalez.

Samedi
- Parc des expositions : DJ Shadow, Digitalism, Erol Alkan, Orelsan, Popof, C2C, Madeon, Gesaffelstein, Rone, Huoratron, Modek, Jupiter, Canblaster, Glass Figure, Kogura, Cabos san Lucas, Neitee & Yeutta, Juveniles, Christine.
- MJC : Total Warr, Dollarbird, The K.

Dimanche
- Club Coatélan : Mustang, Frànçois and The Atlas Mountains, Jeanne Added, Baadman, + artistes surprises (Izia et José Reis Fontao de Stuck in the Sound)

### Édition 2011
Une nouvelle scène « découverte » est mise en place au Parc de Langolvas et le côté visuel est amélioré. 19 000 festivaliers assistent à plus de cinquante concerts.
7 avril
- La Salamandre : ciné-concert Rodolphe Burger sur The Unknown de Ted Browning

8 avril
- Parc des expositions : Philippe Katerine, Raggasonic, Raekwon, Stromae, SebastiAn, The Japanese Popstars, Shantel, Douchka Esposito, 69, The Craftmen Club, Busy P & DJ Mehdi, Monsieur Monsieur, Congopunq, Bill & Moi, Baadman/The Supertrasher, Megazord, Mr Nô.

9 avril
- Parc des expositions : Vitalic, Jeff Mills, Crookers, Etienne de Crecy, UK Subs, Sexy Sushi, M.A.N.D.Y, Dream in Bass, Breakbot, High Tone, Nasser, Designer Drugs, Electric Rescue, Mustard Pimp, Quadricolor, Im Takt, Théo Gravil, Art Nouveau, Commuter et Rafale (DJ set interplateaux).

10 avril
- Club Coatélan (Plougonven) : Pony Pony Run Run, Cascadeur, Boogers et Mesparrow

### Édition 2010
Pour la première fois depuis sa création, le festival propose une mini tournée de 4 soirées en avant première du festival. Au programme : concerts, blindtest, places à gagner… Le festival accueille également cette année une manche du championnat de France de Street Golf. À noter que la tête d'affiche de cette édition 2010 aurait dû être B-Real, le rappeur emblématique du groupe Cypress Hill. Il a en effet annulé sa tournée européenne au dernier moment pour se consacrer à la promo du nouvel album du groupe. Avec plus de 14 000 festivaliers il affiche complet, comme son camping.
10 mars
- Social Clu' (Paris): Loo & Placido, Mitch Silver (Sexy Sushi / Collège), Swag Sonido, + Guest

11 mars
- Le Sambre (Rennes): Blindtest spécial Panoramas, Swag Sonido, Asian Porn Star, Cherenkov Riddim

12 mars
- Le Cube a ressort (Brest): Neitee & Yeutta, Swag Sonido, Switch On's

13 mars
- Espace Glenmor (Carhaix): Tepr (live), Fortune (dj set), Swag Sonido

31 mars
- Cinéma La Salamandre (Morlaix) : Le Cuirassé Potemkine, de Sergueï Eisenstein, sur une musique de Zombie Zombie

1er avril
- Espace Aquatique (Morlaix): Saycet.
- Théâtre du Pays de Morlaix : L'empereur de Chine de Georges Ribemont-Dessaigne.

2 avril
- Parc de Langolvas (Morlaix) : Ghinzu, Wax Tailor, Beat Torrent, Don Rimini, Flairs, Julien 2000
- Espace du Roudour (Morlaix) : Piers Faccini

3 avril
- Théâtre du Pays de Morlaix : Richard III de William Shakespeare
- Parc de Langolvas (Morlaix) : 2 Many DJ's, Pony Pony Run Run, Yuksek, The Bloody Beetroots, Naive New Beaters, Dirtyphonics, The Scratch Perverts, Brodinski & Noob, Swag Sonido, Fortune, Sexy Sushi, DJ Pone, MYD, Renaissance Man, Julian Jeweil.

4 avril
- Club Coatelan (Plougonven) : Zak Laughed, Tender Forever, Elephanz, Mikix the Cat, Steroheroes

### Édition 2009
4 000 personnes ont rempli le parc de Langolvas et 8 000 sont séduites au total. L’innovation était un set du DJ parisien Mondkopf au centre aquatique du pays de Morlaix à Plourin. Le collectif morlaisien Klan D'est 1 organisait une battle hip-hop.
2 avril
- Théâtre de Morlaix : Didier Super

3 avril
- Parc des expositions : DJ Zebra, Tepr & Filip Dean, Missill, Dabaaz & DJ Gero, Switch on's…

4 avril
- Parc des expositions : Birdy Nam Nam, Miss Kittin & The Hacker, Puppetmastaz, Ebony Bones, A-Trak, Surkin, Guru, Popof, Djedjotronic, Strip Steve, Klan D'est 1, Tsugi Crew, Klan d'est 1 et Mondkopf.

5 avril
- Club Coatélan : Karkwa, Sexy Sushi, Belleruche, Curry & Coco et Switch on's.

### Édition 2008
Les têtes d'affiche sont Method Man and Redman, BB Brunes, Renan Luce, Sébastien Tellier… En Off, de nombreux bars de la ville offrent des concerts gratuits (Collectif Breizh Mix avec "I love electro", Robert Le Magnifique, Arnofutur, Ty Brun Xtra, TM Elements, Stand High, Tsugi & Luz, Thee Stranded Horse, Marvin, Saycet, Karkwa...). Le festival renforce sa démarche éco-citoyenne.
3 avril
- La Salamandre : ciné-concert avec le guitariste Olivier Mellano autour du film L'aurore.

4 avril
- Club Coatélan (Plougonven) : Brodinski, Danger, Dusty Kid, Rafale

5 avril
- Parc des Expositions : Method Man and Redman, EZ3kiel, BB Brunes, Goose, Buraka Som Sistema, Naive New Beaters, I Was There Vs Fluo Kids
- Le Tempo : "Rencontre autour des musiques électroniques" avec Bastien Gallet, Étienne Racine et l'équipe du magazine Tsugi, Minitel Rose, Dabaaz
- Théâtre : "Jardinage Humain" de Rodrigo Garcia
- MJC : tremplin Trock'son avec RTeverzhi, Gaël Abaleo et Double R

6 avril
- Théâtre : Renan Luce
- Club Coatélan : création de Bastet, Poor Boy et John Trap (Solo), Sébastien Tellier, Battant

### Édition 2007
Pour cette dixième édition des artistes principalement issus de la scène électronique furent présents tels que Asian Dub Foundation, Yelle ou les rappeurs JoeyStarr et les légendaires Public Enemy malgré tout la chanson française (Higelin), la pop (Peter von Poehl) et le rock (Stuck in the Sound) auront leur place dans les différentes soirées du festival.	
5 avril
- Parc des Expositions : Jacques Higelin, Jeanne Balibar et Peter von Poehl

6 avril
- Parc des Expositions : JoeyStarr, Yelle, Stuck in the Sound, DJ Assault, One-Two et DJ Filip Dean Jr.

7 avril
- Parc des Expositions : Public Enemy, Laurent Garnier, Asian Dub Foundation, Rubin Steiner & Robert le Magnifique en DJ Set, Modeselektor, Boys Noize, (T)ékël et Revo.

8 avril
- Club Coatelan : Abstrackt Keal Agram, Belone Quartet, Izia, Tahiti Boy and the Palmtree Family, Danton Eeprom et Brodinski.

### Édition 2006
Une neuvième édition qui sonna très électro avec Birdy Nam Nam, Justice, Svinkels, Manu le Malin et John Lord Fonda. La Carte Blanche à Olivier Mellano fut aussi un temps fort avec des invités de marque à sa carte blanche. À noter qu'aucun concert n'eut lieu au Parc des Expos lors de cette neuvième édition.
2 mai
- Théâtre : Dominique A et Carte Blanche à Olivier Mellano avec Denez Prigent, ARM (Psykick Lyrikah), Dominique A et Abstrackt Keal Agram)

3 mai
- Salle Sésame : Thomas Fersen et Renan Luce.

4 mai
- MJC Renaissance : Silence Radio, Mansfield.TYA et Kap Bambino & Khima France.

'5 mai
- MJC Renaissance : Poni Hoax, Fumuj, Stacs of Stamina et Uffie feat. DJ Feadz.

6 mai
- Salle Sésame : Birdy Nam Nam, Svinkels, K'Naan, Manu le Malin, John Lord Fonda, Gong Gong et DJ Blunt.

7 mai
- Coatelan Club : Justice, Para One et Fatale.

### Édition 2005
Les têtes d'afiches de cette huitième édition étaient le rappeur du Wu-Tang Clan RZA et Alain Bashung. Toujours défrisseur de talents le festival fit découvrir des groupes tels que Girls in Hawaii ou Binary Folks. Le concert du 24 février devant se dérouler au Parc des Expositions a été annulé en raison de la neige tombée en abondance.	
23 février
- Parc des Expositions : Edwood, Cound to Reed et Kickback.
- Le Tempo : Jean-Luc Le Ténia.

24 février
- Parc des Expositions : MC Jean Gab'1, Klub des loosers et Fantazio (annulé).
- MJC Renaissance : Binary Folks, Rien et Gangol und Mit.

25 février
- Parc des Expositions : Fred Poulet et Cyann & Ben.
- MJC Renaissance : EZ3kiel, D.A.A.U, Agoria, Idem et Aku Fen.

26 février
- Parc des Expositions : RZA from Wu-Tang Clan, Vitalic, Girls in Hawaii, La Rumeur et The Hacker.
- Théâtre : Alain Bashung

27 février
- Coatelan : Rodolphe Burger & Meteor Show Extended, Interzone (Serge Teyssot-Gay & Khaled Al Jaramani), Kaiser Palace.

### Édition 2004
Cette septième édition a pour têtes d'affiches les Tambours du Bronx et des découvertes comme Herman Düne, DJ Blue et X Makeena. Elle fut la dernière à l'Ex Ti Planch.	
18 février
- MJC Renaissance : Poor Boy, Les Echappés de Sargatte et Propergol y Colargol.

19 février
- MJC Renaissance : Herman Düne et Cheval De Frise.
- Ex Ti Planch : Les Chevals, Jahbass et DJ Blue.

20 février
- MJC Renaissance : JP Debroize et Sylvain Chauveau.
- Ex Ti Planch : DJ Blue & Lowick et Gravité Zéro.
- Le Tempo : Al Dante on Stage.

21 février'
- Parc des Expositions : Les Tambours du Bronx, Vitalic, X Makeena, DJ Maüs et DJ Netik.

### Édition 2003
Cette édition a pour tête d'affiche le DJ Amon Tobin.	
27 février
- Rue Traverse : Les Danseurs de Lune
- La Renaissance : Loon, Man
- Exi Ti Planch : Psykick Lyrikah, Rubin Steiner

28 février
- Parc des Expositions : Frigo, Abstrackt Keal Agram (+ Robert Le Magnifique), TTC, Zenzile, Le Son du Peuple

1er mars
- Parc des Expositions : Les Géraniums, Global Purpose, M83, Rootsman, Amon Tobin, The Youngsters, Crystal Distortion

### Édition 2002
Les Gnawa Njoum d'Essaouira sont les invités d'honneur du festival. La nouveauté est le Spectabus, l'idée originale du festival, consacrée à l'art contemporain (projection de vidéos commentées dans un bus) et un spectacle de skate par "Kongo Bongo Alliance" entouré du groupe parisien Onylee et de Dj's locaux. Dans les bars le jeudi 21 : Carbonic, Osaka, Monogram, Tèpr et Vlan, To Learn, Frigo, Président Chirac, Mana Traya et Anti Dj Consortium... La commission de sécurité fait annuler 2 concerts.
19 février
- Le Tempo : festival du film court mais bref

20 février
- la Salamandre : ciné-concert (Mils, Bertûf et "Vu pour vous")
- La Realidad : Louis Bertholom

22 février
- Parc des Expositions : Guem, Meï Teï Shô, Kaophonic Tribu, Scotchy dub, Selecta Dino.

23 février
- Parc des Expositions : Rubin Steiner, Popof & Noisebuilder du collectif Heretik, 69 DB, U.H.T., General Dub, Automat, La Blatte.

### Édition 2001
Le samedi, le parc de Langolvas se divise en deux salles espace Sésame et les concerts du mercredi 14 et 15 sont à l'espace Cabaret. Le Off dans les bars propose de nombreux concerts gratuits : John Trap, La Kuizine, Trio X Nap, Deaf, Abkhan, Théâtre de l'Entresort, Elliot, Trio Waiss... Après le feu d'artifice final, l'édition se boucle sur un déficit (manque de fréquentation le vendredi, manque de sponsors, mauvaise période, prix de location du Roudour...).
13 février
- La Salamandre : ciné-concert "Ripley-Métropolis".

14 février
- Langolvas : Kéristyle Babook, Camille Bazbaz, Senda Selecta...

15 février
- église Saint-Melaine : Arz Nevez
- Langolvas : Oneyed Jack, Commando Banane, Abstrackt keal Agram...

16 février
- espace du Roudour (Saint-Martin des champs) : Namas Pamos, Brigitte Fontaine, Mixmaster NICO, Tank, Shane Cough.

17 février
- Langolvas : Goldie, Grand Popo Football Club avec Ariel Wizman, The Horrorist, MBS (Micro Brise le Silence), Juantrip', Boo graz, Bumcello, Zenzile, Iration Stepas, Dude & Snookut, Apache 61, Seb the player, Robert le Magnifique, Dj Vadim, Dj Soulah.

### Édition 2000
Le festival joue la diversité des genres : musiques, théâtre, arts plastiques, vidéo, spectacles pour enfants. 7 000 spectateurs répondent présents. Du 1er au 3 mars, les concerts se passent dans les bars : Sophie Houen, Vibrations, Jes 2000, Abstrackt Keal Agram, François Audrain, Lions Sound System, Gus, Pape, MC's, John Trap, Jacques Atomique, High Speed Dubbing, Saltindanses, Da Myc, Da Lyc, Fréderic Galliano, Joro Hulkkonen... Salle Renaissance, les performances théâtrales sont à l'honneur avec, entre autres, une soirée carte blanche à Jannick Martin, ou encore la création d'Eddy Pierres "Vibrations".
29 février
- église Saint-Melaine : Yann-Fañch Kemener et Didier Squiban

4 mars
- Parc des Expositions : Percubaba, Improvisators Dub, Rinôçérôse, The Scratch Perverts, The big knife, Dj Azaxx, Enc Dj's, MC Youthman accompagné de Le Lutin et Willyman, "Jaka, dit Jay and Cyril Man", Dj Tao Paï Paï

### Édition 1999
Le festival atteint 5 000 spectateurs. Dans les bars, se produisent : Hocus Pocus, Percubaba, Abdulaye Barry (Rennes), Higgins (Rennes), Underground Society (Rennes), Awol (Rennes), La Main Sidibe (Rennes), Flash B, DJ Boost, DJ Yohann, DJ Risson, Highlight Tribe, DJ Willyman, DJ Bart's (Landivisiau), DJ Ronjan (Camaret), Cuna (Quimperlé), PMC (Quimper), No Sense (Quimper), Spiderland (Audierne), Freedom For King-Kong (Lorient), Trypic Troop (Tréguier), Ruellan-Daniel (sonneur)... La MJC propose de la danse contemporaine avec "Tension intime".
17 février
- MJC : exposition vidéo.
- Club Coatélan (Plougonven) : Kyu, Sloy, Tom Watson et DJ Olive.

21 février
- MJC : projections vidéos, Todd, Beth et Noisy Plush.

### Édition 1998
Pour la première édition, le festival se déroule dans trois bars (Le Tempo, les Danseurs de Lune et le Corto). Il accueille les groupes Koustic, After Hate, Destroyer and The Sodom Tronsonics, Percussion, Da-Lyc... Le chanteur local Renan Luce s'y produit également.